# Yakovlev Pchela
El Yakovlev Pchela-1T (en ruso: Пчела-1Т) es un vehículo aéreo no tripulado (por sus siglas del inglés UAV Unmanned Aerial Vehicle) manufacturado por el Buró de diseño ruso Yakovlev. Su uso primario es la vigilancia y observación en ambientes de combate con capacidad de vídeo. Otras implementaciones y usos incluyen la designación de blancos y entrenamiento de blancos.
El Pchela es lanzado usando cohetes, es asistido por dos lanzadores de estado sólido, y es recuperado por medio de paracaídas

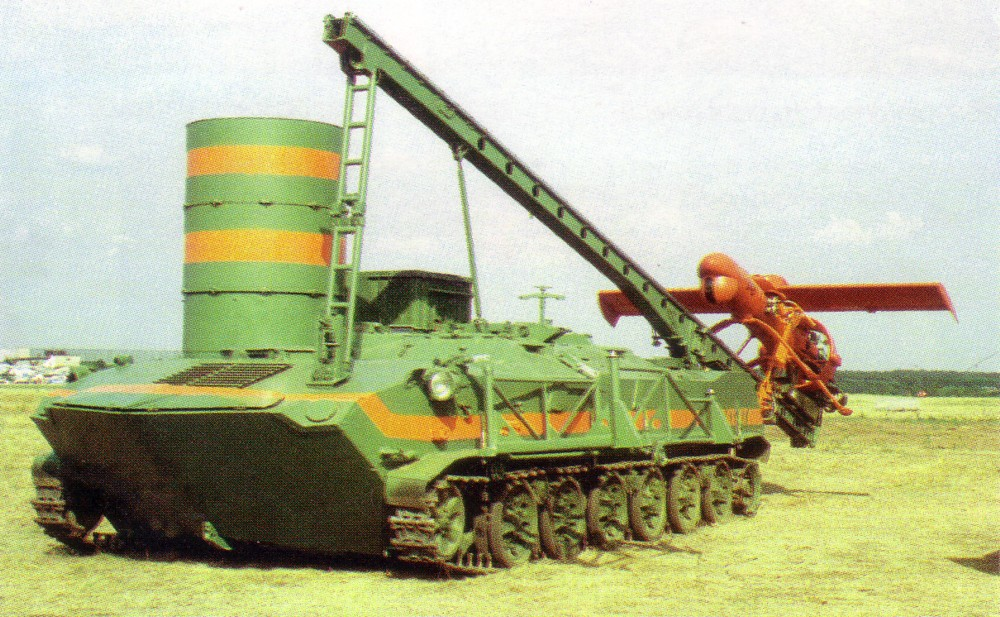

## Especificaciones (Pchela-1T)

### Características generales
- Tripulación: 0
- Envergadura: 3,30 m
- Altura: 2.27 m
- Peso vacío: 138 kg
- Planta motriz:1 x Tipo PD, de 32 HP de potencia

### Rendimiento
- Velocidad máx: 180 km/h
- Autonomía: 60 km
- Techo de vuelo: 2500 m

### Aeronaves similares
- Luna X 2000
- SAGEM Sperwer
- SIVA

### Listas relacionadas
- Anexo:Vehículos aéreos no tripulados